# Michael Rutter (Psychologe)
Sir Michael Llewellyn Rutter (* 15. August 1933 in Brummana, Libanon; † 23. Oktober 2021 in London-Dulwich, England) war ein britischer Entwicklungspsychologe. In seinem 1972 publizierten, einflussreichen Buch Maternal Deprivation Reassessed legte er seine Forschungsergebnisse dar, durch die ein damals weit verbreitetes Vorurteil widerlegt wurde, dem zufolge die Abwesenheit der Mütter von Kleinkindern – zum Beispiel wegen ihrer Berufstätigkeit – die primäre Ursache von späteren psychischen Störungen bei ihrem Nachwuchs sei. Zudem wies seine Arbeitsgruppe 1977 anhand einer Zwillingsstudie erstmals zweifelsfrei nach, dass Autismus eine genetische Grundlage hat. In einem Nachruf des King’s College London wurde er als „Vater der Kinderpsychiatrie“ und als „einer der einflussreichsten Psychiater seiner Generation“ gewürdigt.

## Leben
Michael Rutter wurde 1933 in der Nähe von Beirut geboren, wo sein Vater,
Llewellyn Rutter, als Arzt in einem Krankenhaus arbeitete. Noch vor Beginn des Zweiten Weltkriegs waren Vater, Sohn und Mutter Winifred, geborene Barber, nach Mittelengland umgezogen, wo der Vater in Wolverhampton als Hausarzt praktizierte. Aus Sorge, die deutsche Wehrmacht plane eine Invasion der Britischen Inseln, wurden Michael und seine Schwester, Priscilla, 1940 getrennt in die Obhut von Pflegeeltern in den USA gegeben. Vier Jahre später kehrten beide Kinder zurück zu ihren Eltern, und Michael – dem die Zeit in den USA besser gefallen hatte als seiner Schwester – besuchte zunächst die Wolverhampton Grammar School und danach die Bootham School (eine Quäker-Schule) in York. 1950 begann Rutter ein Studium der Medizin an der University of Birmingham. Anfangs beabsichtigte er, als Hausarzt ausgebildet zu werden und danach in die Praxis seines Vaters einzutreten, unter dem Einfluss von Wilhelm Mayer-Gross wurde jedoch sein Interesse an der Neurologie und der Neurochirurgie geweckt.
Nach Abschluss des Medizinstudiums im Jahr 1955 folgten Fortbildungen in Neurologie, Pädiatrie, Psychiatrie und Entwicklungspsychologie an diversen britischen Kliniken sowie 1961/62 am Albert Einstein College of Medicine in New York City. Danach ging Rutter ans Maudsley Hospital in London, eine psychiatrische Klinik, wo er seine Kenntnisse auf dem Gebiet der Kinderpsychologie und Kinderpsychiatrie vertiefte. Anders als viele seiner Fachkollegen, die stark von der Psychoanalyse beeinflusst waren, wandte Rutter bei seinen Forschungsprojekten harte empirische Methoden an und verglich Gruppen von Kindern miteinander, wenn es darum ging, beispielsweise die Ursachen von Verhaltens- und Erziehungsproblemen herauszufinden. Dieses Konzept – so ein Nachruf in der Fachzeitschrift Nature – „nahm seine spätere Suche nach genetischen und anderen biologischen Ursachen von Entwicklungsstörungen und psychiatrischen Störungen vorweg.“ Seine Forschungsthemen umfassten eine Vielzahl von Erkrankungen, darunter Legasthenie, ADHS und Autismus: „Die diagnostischen Kriterien und Interviewprotokolle, die heute zur Diagnose von Autismus verwendet werden, wurden unter der maßgeblichen Anleitung von Rutter entwickelt.“ 1966 wechselte er ans damalige Institute of Psychiatry (heute: Institute of Psychiatry, Psychology & Neuroscience des King’s College London) und wurde schließlich 1973 zum ersten Professor für Kinderpsychiatrie im Vereinigten Königreich ernannt, 1988 gefolgt von einer Professur für Entwicklungspsychopathologie, die er bis wenige Wochen vor seinem Tod innehatte.
Michael Rutter war seit 1958 mit der Krankenschwester Marjorie Rutter verheiratet, das Paar hatte drei Kinder. Er starb im Alter von 88 Jahren an den Folgen einer Krebserkrankung.

## Forschung
In den 1960er- und 1970er-Jahren glaubten viele Psychiater, den frühkindlichen Autismus auf das Verhalten ihrer Mütter zurückführen zu können, ohne dass es für diese Vermutung eine gesicherte wissenschaftliche Grundlage gab. Michael Rutter beauftragte daher Mitte der 1970er-Jahre eine Gaststudentin, 21 Geschwisterpaare in Großbritannien aufzusuchen, bei denen bei mindestens einem der Geschwister Autismus diagnostiziert worden war. So sollte anhand empirischer Befunde – der Krankheitssymptome und der kognitiven Leistungen der Geschwisterpaare – erforscht werden, welchen Anteil die Umwelt und welchen die Erbanlagen beim Autismus haben. Der Vergleich von eineiigen Zwillingen und zweieiigen Zwillingen ergab nur für eineiige Zwillinge eine – von Rutter nicht erwartete – extrem hohe Konkordanz: 82 Prozent übereinstimmende Merkmale. Seine 1977 publizierte Studie führte zu Änderungen bei den Therapiekonzepten und zu zahlreichen vertiefenden genetischen Studien. Zuvor hatte bereits sein 1972 erschienenes Buch Maternal Deprivation Reassessed ganz generell bewirkt, dass psychische Störungen von Kindern nicht länger primär auf zu häufig abwesende und gefühlskalte Mütter zurückgeführt wurden, wie das beispielsweise die Bindungstheorie von John Bowlby nahelegte.
In den 1990er-Jahren knüpfte Rutter an seine frühen Studien an, als tausende Waisenkinder von britischen Familien adoptiert wurden. Diese Kinder stammten aus rumänischen Pflegeheimen und waren dort emotional und gesundheitlich extrem vernachlässigt worden. Mit dem Ziel, die Auswirkungen der verbesserten Lebensbedingungen auf die Entwicklung der Kinder zu dokumentieren, besuchte Rutter die Kinder in ihrer neuen Familie. Viele zeigten eine bemerkenswerte Gesundung, was seine früheren Arbeiten zur Resilienz bestätigte, „ohne die langfristigen Folgen der frühen Vernachlässigung in der Kindheit herunterzuspielen.“

## Ehrungen
- 1987: Mitglied der Royal Society[7]
- 1988: Mitglied der Academia Europaea[8]
- 1989: Mitglied der American Academy of Arts and Sciences
- 1992: Knight Bachelor
- 1992: Commander des Order of the British Empire[9]
- 2002: Ehrenmitglied der British Academy[10]

## Schriften (Auswahl)
Michael Rutter war Autor und Co-Autor von mehr als 400 Fachartikeln und rund 40 Büchern.
- mit Susan Folstein: Infantile Autism: a Genetic Study of 21 Twin Pairs. In: The Journal of Child Psychology and Psychiatry. Band 18, Nr. 4, 1977, S. 297–321, doi:10.1111/j.1469-7610.1977.tb00443.x.
- Fifteen Thousand Hours: Secondary Schools and Their Effects on Children. Harvard University Press, 1982, ISBN 978-0-67430026-2.
- mit Marjorie Rutter: Developing Minds: Challenge And Continuity Across The Lifespan. Basic Books, 1993, ISBN 978-0-46501037-0.
- mit Anita Thapar: Genetic Advances in Autism. In: Journal of autism and developmental disorders. Band 51, Nr. 12, 2021, S. 4321–4332, doi:10.1007/s10803-020-04685-z, PMID 32940822, PMC 8531042 (freier Volltext) (Review).
- mit Janet Werker: A Conversation with Michael Rutter. In: Annual Review of Developmental Psychology. Band 3, 2021, doi:10.1146/annurev-devpsych-021821-044256, Zugang zum Volltext.

## Belege
1. 1 2 3   Michael Rutter, Pioneering Child Psychiatrist, Is Dead at 88. (Memento vom 7. November 2021 im Internet Archive) Im Original erschienen am 7. November 2021 in der New York Times.
2. 1 2 3 4  Uta Frith und Francesca Happé: Michael Rutter (1933–2021). In: Nature. Band 599, 2021, S. 555, doi:10.1038/d41586-021-03498-z, Volltext.
3. 1 2   Susan Folstein und Michael Rutter: Infantile Autism: a Genetic Study of 21 Twin Pairs. In: The Journal of Child Psychology and Psychiatry. Band 18, Nr. 4, 1977, S. 297–321, doi:10.1111/j.1469-7610.1977.tb00443.x.
4. ↑  Professor Sir Michael Rutter 1933–2021. Nachruf auf dem Webserver des King’s College London vom 26. Oktober 2021.
5. 1 2   Sir Michael Rutter obituary. Nachruf des Psychiaters Peter McGuffin auf theguardian.com vom 8. November 2021.
6. ↑  Professor Sir Michael Rutter 1933–2021. (Memento vom 5. November 2021 im Internet Archive). Im Original publiziert vom South London and Maudsley NHS Foundation Trust, 27. Oktober 2021.
7. ↑  Royal Society: Michael Rutter, elected 1987.
8. ↑  Academia Europaea: Michael Rutter.
9. 1 2   Professor Sir Michael Rutter retires after 55 years at the IoPPN. Auf dem Webserver des King’s College London vom 12. Juli 2021.
10. ↑  Sir Michael Rutter Hon FBA.

| Personendaten    | Personendaten                     |
| ---------------- | --------------------------------- |
| NAME             | Rutter, Michael                   |
| ALTERNATIVNAMEN  | Rutter, Michael Llewellyn         |
| KURZBESCHREIBUNG | britischer Entwicklungspsychologe |
| GEBURTSDATUM     | 15. August 1933                   |
| GEBURTSORT       | Brummana, Libanon                 |
| STERBEDATUM      | 23. Oktober 2021                  |
| STERBEORT        | London-Dulwich                    |